# Hearts of Iron IV
Hearts of Iron IV (también conocido como HOI4 o HOI IV) es un videojuego de estrategia bélica compleja desarrollado por Paradox Development Studio. Es la secuela de Hearts of Iron III y parte de la serie Hearts of Iron centrada en la Segunda Guerra Mundial. Se anunció en enero de 2014 y ha sido lanzado a la venta el 6 de junio de 2016. Este juego permite gestionar un país en dos escenarios posibles iniciando en 1936 o 1939 y tratar de conseguir la victoria hacia el final de la partida para tu facción, una de las tres facciones existentes (Aliados, Eje o Comintern) o una propia.

## El juego
Hearts of Iron IV, tal como los demás juegos de la serie Hearts of Iron, es un juego de estrategia en tiempo real que se desarrolla en torno a la Segunda Guerra Mundial. El jugador puede controlar cualquier nación del mundo en este periodo de la historia, iniciando el escenario en 1936 o 1939 en un solo jugador (contra jugadores controlados por una IA) o multijugador (contra jugadores reales en línea). El juego base no está diseñado para avanzar más allá de 1950. El ejército de una nación se divide en las fuerzas navales, la fuerza aérea y las fuerzas terrestres. Para los ejércitos de tierra, el jugador puede entrenar, personalizar y comandar divisiones de infantería, artillería, tanques y otras unidades. La marina y la fuerza aérea consisten en barcos y aviones históricos usados durante el periodo de conflicto. Todas las ramas de las fuerzas armadas requieren de mano de obra, que representa la población reclutable a la guerra en cada país, así como también equipo militar que son producidos por fábricas militares o astilleros para los barcos. Las fábricas, astilleros y otras estructuras son construidas por las fábricas civiles, que también producen bienes de consumo para la población civil y supervisan el comercio con otras naciones. Los recursos comerciales son el petróleo, caucho, tungsteno, acero, aluminio y cromo, donde adicionalmente existen otros recursos variables como el poder político, que representa la capacidad del gobierno para tomar decisiones en el país como designar ministros, definir políticas económicas o establecer contactos diplomáticos. Otras variables a considerar son la Estabilidad y la Determinación bélica. La estabilidad se relaciona con la capacidad del país de permanecer unido ante los cambios de ideología, la situación de guerra y las políticas económicas tomadas por el gobierno. La determinación bélica representa que tan unida se encuentra una nación en una guerra o para empezar una. Variaciones en estos factores determinan diversos efectos negativos o positivos para distintos aspectos del juego. A nivel global, cada una de las acciones bélicas de todas las naciones del juego contribuyen a modificar la Tensión Global, que representa el nivel global de miedo y ansiedad que existe en cada uno de los territorios del mundo.
El mundo está dividido en pequeñas regiones denominadas provincias que se agrupan para formar estados. Cada una de estas estados tiene limitaciones para la construcción de estructuras como fuertes o estaciones de radar, siendo algunas limitadas por provincia o estado. A su vez, los mares, océanos y el cielo se dividen en regiones con diferentes tipos de terreno capaces de alterar la capacidad de combate de las unidades. Algunas provincias pueden tener puntos de victoria, lo que puede empujar a una nación hacia la capitulación si está ocupada. El desempeño de las unidades depende de varios factores adicionales, como la habilidad y rasgos propios de cada general, la trayectoria de la guerra o la tecnología desarrollada. La investigación permite el desarrollo de nuevas tecnologías divididas en distintas ramas de desarrollo sucesivo en donde el jugador puede adquirir o mejorar sus tanques, aviones, barcos o fábricas, entre otras cosas. También existen doctrinas militares que alteran el combate terrestre, aéreo o marítimo.
Hearts of Iron IV también trata de recrear las relaciones diplomáticas de la época, pudiendo firmar pactos de no agresión, garantizar la independencia de otros países, solicitar acceso militar, entre otras cosas. Una de las características clave es que se pueden crear o expandir la facciones existentes como los aliados, el Eje, el Comintern, la Esfera de Coprosperidad, Frente Unido de China, entre otras.  Los miembros de la facción pueden ayudarse entre sí en las guerras, convirtiendo a los miembros de la facción en activos valiosos. Los países en el juego pueden seguir cuatro ideologías principales, pueden ser democráticos, fascistas, comunistas o no alineados. Cada una de ellas tiene ventajas y debilidades, pudiendo cambiar de ideología el país de forma pacífica o violenta mediante un golpe de Estado orquestado desde el extranjero, una guerra civil o subyugado por un estado invasor.
Hearts of Iron IV sigue teniendo eventos que alteran el desarrollo del juego, pero las decisiones mayores se centran en un nuevo sistema de enfoque nacional. Cada país del juego tiene un árbol de enfoques con varias ramas que pueden desarrollarse de manera independiente y a veces excluyente que afectan diversos aspectos del juego, Los países que no han recibido contenido tienen un árbol generico. Por ejemplo, para que suceda el Anschluss, Alemania debe reclamar la remilitarización de la Renania que es excluyente con la historia alternativa de oponerse a Hitler. Otros enfoques otorgan bonificaciones representadas por Espíritus Nacionales que pueden ser cambiados por las decisiones tomadas a lo largo de la partida, como por ejemplo los bonos MEFO alemanes. También hay enfoques para impulsar tu economía o tu marina construyendo fábricas o astilleros para las mismas, además de otorgar bonificadores para la investigación.
Inicialmente, solo algunos países clave como Alemania, Francia, Reino Unido, Italia, Polonia, Japón, Estados Unidos y la Unión Soviética tenían enfoque nacionales únicos, teniendo las demás naciones árboles genéricos. Las actualizaciones y expansiones han agregado nuevos árboles de enfoque a otras naciones, además de sumar nuevas características de juego.

## Expansiones y Mods

### Expansiones
| Nombre                  |  | Fecha de lanzamiento     | Descripción |
| ----------------------- |  | ------------------------ | --- |
| Together for Victory    |  | 15 de diciembre de 2016  | Together for Victory agrega árboles de enfoque nacional únicos a múltiples naciones del Imperio británico: Canadá, Australia, Nueva Zelandia, Sudáfrica, y el Raj Británico. También expande las relaciones entre los estados títere y sus amos, con un sistema especial de autonomía que determina el grado de independencia del país. Incluye un expandido sistema de préstamo y arriendo y también se agregó el poder compartir tecnología. |
| Death or Dishonor       |  | 14 de junio de 2017      | Death or Dishonor agrega árboles de enfoque a algunas potencias menores en Europa Central y Oriental: Yugoslavia, Rumania, Checoslovaquia, y Hungría. También agrega la habilidad de licenciar equipo militar. Si no existe Together for Victory, la expansión también agrega niveles de títeres limitados al juego. |
| Waking the Tiger        |  | 8 de marzo de 2018       | Waking the Tiger se enfoca en la segunda guerra sino-japonesa, con nuevos árboles de enfoque para Manchuria, la China nacionalista y la facción comunista, además de un árbol de enfoque compartido entre los señores de la guerra chinos de Guangxi, Yunnan, Ma, Shanxi, y Xinjiang. La expansión también agrega más oportunidades para la historia alterna, con árboles de enfoque para la Alemania Nazi y el Imperio de Japón siendo modificados y un número de naciones formables siendo agregado. Proyectos especiales y políticas pueden llevarse a cabo vía decisiones y algunos cambios para el manejo de generales están presentes en la expansión. |
| Man the Guns            |  | 28 de febrero de 2019    | Man the Guns se enfoca en su mayoría en mejorar el combate naval del juego, además de numerosos cambios y nuevas características presentes en la expansión. Por ejemplo, la expansión agrega nuevos enfoques para los Países Bajos y México, más vías alternativas de historia para los Estados Unidos y el Reino Unido, el combustible como recurso, y gobiernos en exilio. |
| La Résistance           |  | 25 de febrero de 2020    | La Résistance se enfoca en su mayoría en mejorar el espionaje y las mecánicas de ocupación. Las agencias de inteligencia serán expandidas enormemente, mientras que el sistema de ocupación y la resistencia han sido modificadas. La expansión incluye nuevos enfoques para Francia y Francia de Vichy, uno nuevo para Portugal y dos árboles de enfoque para la guerra civil española, uno para los nacionalistas y otro para los republicanos. |
| Battle for the Bosporus |  | 15 de octubre de 2020    | Battle for the Bosporus agrega enfoques nacionales únicos para las potencias menores alrededor del mar negro y Egeo: Grecia, Bulgaria y Turquía que podrán explorar nuevos pasos de historia alternativa mientras se resisten a las grandes potencias. |
| No Step Back            |  | 23 de noviembre de 2021  | No Step Back se enfoca en Estonia, Letonia, Lituania, y la Unión Soviética. Le da unos cambios a los enfoques nacionales de Polonia, se añade trenes blindados y cañones ferroviarios, se puede diseñar y personalizar los tanques y se cambia los modos en que se maneja el ataque de las unidades. |
| By Blood Alone          |  | 27 de septiembre de 2022 | By Blood Alone agrega un árbol de enfoque nuevo para Italia, y árboles únicos de enfoque para Etiopía, Suiza y el Sultanato de Aussa. Le da cambios a las conferencias de paz, un diseñador de aviones nuevo, interacciones de embargo, y medallas para unidades. |
| Arms Against Tyranny    |  | 10 de octubre de 2023    | Arms Against Tyranny agrega contenido a Finlandia y su guerra de invierno, Suecia, Noruega, Dinamarca y Islandia. Así como los MIOs, el mercado internacional, donde puedes comprar y vender armas a otros países. |
| Trial of Allegiance     |  | 7 de marzo de 2024       | Trial of Allegiance añade árboles de enfoque a varios países sudamericanos como Brasil, Argentina y Chile junto con contenido menor para Uruguay y Paraguay. |
| Götterdämmerung         |  | 14 de noviembre de 2024  | Götterdämmerung incluye árboles de enfoque revisados y rutas alternativas para Alemania, Austria, Hungría, Bélgica y el Congo. También añade proyectos especiales y la capacidad de realizar incursiones estratégicas |
| Graveyard of Empires    |  | 4 de marzo de 2025       | Graveyard of Empires, es un nuevo pack de naciones que incluye árboles de enfoque nuevos con rutas alternativas para Irán, Irak y Afganistán, y un àrbol mejorado para la India británica. |

### Mods
Gracias a la Workshop de Steam, la comunidad de Hearts of Iron IV puede compartir sus modificaciones del juego entre ellos, algunos de ellos ganando la suficiente popularidad para aparecer en los medios, como los siguientes (muchos de estos mods se encuentran desactualizados y debes cambiar la versión del juego para poder jugarlo):

#### Mods ambientados en el mundo moderno
Mods ambientados en el actual Siglo 21.
- Millennium Dawn, Un mod que simula el mundo moderno con dos escenarios, uno en el año 2000 y en el 2017.
- Novum Vexillum, Un mod es similar al anterior pero con la diferencia de que sus eventos van del 2000 a 2032, con dos escenarios en el año 2000 y otro en 2016.
- Economic Crisis, mod que como su nombre esta en un escenario de crisis económica en el mundo moderno, pero a diferencia de los anteriores el escenario de este mod comienza en 2013.

#### Mods ambientados en eventos históricos
Mods que transcurren en diferentes épocas históricas.
- Era of Discovery: Mod que se ambientado en la época de la conquista de América del siglo XVI.
- End of the New Beginning: Mod ambientado en la Época Victoriana en el que puedes comenzar en 1857 o 1870, puedes investigar tecnología en el Árbol de Enfoques desde 1700 asta el año 1955.
- The Great War Redux: On ne passe pas!: Este mod te permite empezar entre los años 1910, 1914 o 1919, tiene varios eventos respecto a la Primera Guerra Mundial, ya sean históricos o no, contando una revolución rusa detallada y con un periodo entre guerras con contenido, tanto si gana la Entente o las Potencias centrales.
- Darkest Hour (DH), mod que comienza en 1933 cuando comienzas a jugarlo.
- Road to 56: Este mod expande el juego base, pero con contenido nuevo hasta el año 1956. Se aumenta el árbol de tecnologías con muchas tecnologías nuevas, da árboles de enfoque a naciones que no los tienen, y añade mecánicas nuevas como cáracteres nacionales y unidades nuevas.
- Cold War: The Iron Curtain: Mod situado en la Guerra Fría en el cual puedes empezar entre los años 1949, 1960 y 1973.
- Rise of Nations: Mod con varios escenarios desde 1900 hasta 2020, pero los escenarios de 1949 aunque no muy pulido después de la anterior fecha.
- East Showdown: Mod que simula la actual Guerra entre Rusia y Ucrania, puedes elegir jugar con Rusia o Ucrania pero además de esos dos países también puedes jugar como Polonia, la OTAN, Bielorusia o el Grupo Wagner.

#### Mods ambientados en historias alternativas
Mods que simulan una líneas de tiempo alterntivas o ucronias.
- The New Order: Last Days of Europe (TNO): Este mod está basado en los planes de dominación ideados por los nazis el cual esta ambientado en un 1962 alterno donde las Potencias del Eje ganaron la Segunda Guerra Mundial en el cual Japón se ha adueñado de gran parte del Océano Pacífico y le quitó a EU Hawái y los puertos de San Francisco, Alemania a establecido su "Reich de los 1000 años" pero no va a durar tanto debido a problemas económicos y por decidir quien será el sucesor de un Hitler que está en los últimos días de su vida. Entre el Reich y Francia esta el estado totalitario y opresivo de Borgoña gobernado por Heinrich Himmler, Italia formó su soñado "Imperio Italiano" pero pasa a un papel terciario, La URSS fue destruida y dividida en varios países de menor tamaño. Este mod ha sido alabado por su historia, siendo llamado "Convincente" por Wargamer.[19] También existe una "submod" de traducción de la mod en español hispanoamericano en Steam.[20]
- Kaiserreich: legacy of the Weltkrieg: Similar a TNO pero en una línea temporal donde las Potencias Centrales ganan la Primera Guerra Mundial, con Alemania teniendo gran poder en Europa mientras que sus antiguos rivales son todos países comunistas, Estados Unidos tiene una guerra civil entre 4 facciones y la familia real británica esta exiliada en Canadá en 1936. Kaiserreich es considerado el más profundizado y mejor elaborado de todos los mods por la comunidad en general.
- The Fire Rises (TFR), Un mod lanzado recientemente el año pasado el cual a llamado la atención en los últimos meses, esta ambientado en un 2020 alterno donde la pandemia de Covid-19 es más peligrosa y provoca muchas más muertes, empeora el malestar político y social por las medidas sanitarias extremas provocando que se desaten más guerras, incluyendo una guerra civil en Arabia Saudita, provocada por la muerte del Rey Salmán bin Abdulaziz por COVID, lo que provoca una crisis del petróleo. En Estados Unidos, estalla una guerra civil tras las crisis globales e internas, como protestas, radicalización y polarización política, lo que hace que la superpotencia hegemónica deje de tener su poder en el mundo con múltiples facciones peleandose a muerte como los que reconocen a Donald Trump como el verdadero ganador de las elecciones presidenciales de 2020, los que reconocen a Joe Biden como el verdadero ganador de las elecciones, una fracción socialista en California, facciones fascistas que van desde los nacionalistas antiinmigrantes del Frente Patriota asta los terroristas neonazis de la  División Atomwaffen liderados por Brandon Russell quienes quieren iniciar una gran cruzada para conquistar Estados Unidos para luego acabar con la civilización como la conocíamos con armas nucleares si es posible, lo cual provoca más eventos a nivel global. en Europa, tras la caída de Estados Unidos, discuten sobre quien debería liderar la OTAN, en Rusia, Vladímir Putin también fallece de COVID-19, lo que abre la posibilidad a un cambio de régimen el cual puede ser el mismo que en la época de Putin, capaz de revivir al antiguo Imperio Ruso, ser un régimen Democratico o Comunista el cuál en este último caso sería capaz de revivir a la Unión Soviética, aunque la guerra con Ucrania se retrasa, alrededor del 2025 o 2026, lo cual lleva a lo llamado por el mod una Gran Guerra Europea. Al mismo tiempo China, viendo la guerra civil en los Estados Unidos, aprovecha para una invasión de Taiwán, Japón, Australia y Taiwán hacen una alianza, donde se enfrentan en Taiwán, Dependiendo de quien gane, cambios suceden en China o Japón. China y Japón buscan consolidarse como una potencia hegemónica en Asia, disputandose el continente. En Latinoamérica las cosas se ponen muy difíciles en Mexico el gobierno federal está enfrentamiento una guerra contra los carteles de la droga siendo estos el Cartel de Sinaloa, el CJNG y el Cartel del Golfo además de un grupo guerrillero socialista local llamado EZLN apoyando por las dictaduras de Cuba, Nicaragua y Venezuela, Colombia entra en una guerra civil entre el gobierno contra las guerrillas debido a un golpe de estado ocurrido contra Petro en 2023 y en Centroamérica ocurre una guerra entre Nicaragua y sus vecinos, También el mod está parcialmente traducido al español.[21]
- Millenniun Dusk, Un mod situado en un escenario donde la crisis económica de 2008 es mucho peor y causa una guerra civil en Estados Unidos.
- Red World: Fan Fork, Un mod situado en una línea temporal donde la Unión Soviética ganó la Guerra Fría y expandió el comunismo por todo el mundo mientras que Estados Unidos es el país que se disuelve en varios países independientes en 1987, pero a pesar de esta aparente victoria socialista, en el año 2010 las cosas empiezan a tambalearse en el panorama geopolítico.
- The Thousand Week Reich: Un mod donde las potencias del eje también ganan la Segunda Guerra Mundial pero a diferencia de TNO Japón es derrotado por Estados Unidos, Alemania e Italia a duras penas mantienen el control de sus territorios en Europa, pero cuando los eventos del mod comienzan en 1952 Hitler muere y el viejo continente está al borde de la guerra otra vez.
- Kaiserredux (KX), Un mod que está inspirado en Kaiserreich pero con mucho más desarrollo y árboles de enfoque en múltiples países.
- Führereich, Un mod que muestra como se imaginaria desde la perspectiva del universo Kaiserreich lo que hubiera pasado si Alemania y sus aliados hubieran perdido la Primera Guerra Mundial teniendo unos cuantos eventos distintos a los ocurridos en nuestra línea temporal como por ejemplo Alemania es gobernada por el Valkismo que es una variante pagana, sin antisemitismo y progresista del nazismo con su lider Adam Dresler planeando algo grande para el nuevo reich, la URSS existe pero con Ucrania y Bielorrusia fuera de su territorio.
- Führerredux, Un mod basado en Führereich pero con mecánicas y estilo Redux.
- Red Flood, Un mod ambientado en 1936 de un mundo donde los países han quedado más destruidos que en nuestra línea temporal por la Primera Guerra Mundial en la cual nadie gano realmente, el equilibrio de poder en Europa es frágil con posibilidad de que termine en guerra de nuevo, Rusia, China y la India están divididos en varios países distintos además de que las ideologías son más extremistas.
- Age of Imperialist, mod situado en 1931 de una línea de tiempo alternativa donde no ocurrió la Primera Guerra Mundial y fue evitada con una serie de guerras locales que dio como resultado que Reino Unido, el Imperio Alemán y el Imperio Ruso sean las principales potencias mundiales, con una aparente calma en la competencia imperialista.
- Der Bruderkrieg: mod que esta ambientado en 1936 de una ucronía donde Austria gana la guerra austro-prusiana, evitando así la consolidación de Prusia como una potencia militar y la posterior  centralización y creación de Alemania.
- Southern Victory, Un mod que simula un mundo donde los Confederados ganan la guerra civil estadounidense los cuales forman los Estados Confederados con Cuba y parte del norte de México anexados a su dominio, con Alaska siendo todavía un territorio de Rusia, con EU teniendo casi toda Canadá anexada a excepción de Quebec (que es un país independiente), México es un imperio pequeño e irrelevante.
- Aprés Moi Le Déluge, Un mod que simula un escenario alternativo donde Napoleón gana y convierte a Francia en un imperio colonial frente al Imperio Ruso y el Imperio Otomano.
- Ashes of Libertad: Un mod casi desconocido que esta ambientado en un 1967 alterno donde el mundo fue destruido por una guerra nuclear y el único lugar habitable que queda en la Tierra es Latinoamérica.

#### Mods Futuristas
Mods que transcurren en fechas futuras, que van desde unos años en el futuro asta más de 100 años en el futuro.
- Beyond Earth, mod ambientado en un mundo postapocalíptico en el año 2200, en el cual la humanidad busca escapar de la Tierra mientras que en el planeta se están desastando muchas guerras.
- 2040, mod ambientado en 2040 época en la que como resultado de la victoria de Donald Trump en las eleciones de 2024, la Unión Europea, la OTAN y hasta la ONU se disuelven provocando crisis económicas y problemas políticos en el viejo continente.
- World War Zero, Mod ambientado en el año 2101, en cual el mundo esta destruido después del impacto de un asteroide en el Polo Norte que destruyo gran parte del mundo en 2063.

#### Mods que simulan universos ficticios
Mods que simulan universos ficticios de diferentes libros, series, películas, de otros videojuegos, ext. 
- Old World Blues (OWB): Este mod está situado en el universo de Fallout. Este mod se ha descrito como un retrato efectivo del universo de Fallout en un juego de estrategia bélica.
- Unification Wars: Un mod ubicado en la Tierra en el universo de "Warhammer 40.000" en la época de las "Guerras de Unificación".
- Hearts of Minecraft: Un mod que se ubica en el mundo del videojuego "Minecraft".
- Equestria at Wars: Un mod ambientado en el mundo de fantasía de "My Little Pony".
- 1984: Un mod poco conocido que simula el mundo distópico de la novela "1984" de George Orwell.
- Hearts of SCP: Un mod que simula la Fundación SCP en Hearts of Iron 4 en el año 1936 cuando comienzas a jugarlo.
- Hearts of Iron IV; San Andreas: Un mod desconocido por los jugadores que simula los barrios del videojuego "GTA: San Andreas", es el mod más minimalista y simple de todo el juego.
- Avatar: The Last Aibender, Mod que simula el mundo de la serie animada de Nickelodeon Avatar: la leyenda de Aang con cuatro escenarios en diferentes épocas del lore de la serie que van desde la época en la que Aang escapa del templo del Aire donde vivía, asta 100 años después de eso cuando sale del iceberg en el que esta congelado.
- Lord Of The Rings, mod que simula el mundo fantacia mediaval de El Señor de los Anillos.
- A Song of Ice And Fire, mod que simula el mundo de fantacia mediaval de Juego de Tronos.
- Hearts of Dedication, mod que simula el mundo del anime Attack on Titan.
- Star Wars Project Valachord: a Hearts of Iron IV Mod, un mod muy extraño y desconocido para los jugadores que simula el universo de Star Wars.
- The Man in the High Castle, mod completamente desconocido para los jugadores que simula el mundo distopico de la serie de televisión "El Hombre en el Castillo".
- The War of the Worlds, Mod que simula la guerra que ocurre en la novela La Guerra de los Mundos de H.G. Wells.
- Fatherland, otro mod completamente desconocido que simula el mundo ucrónico de la novela "Fatherland" de Robert Harris, este mod esta abandonado debido a lo poco conocido que es.

#### Mods extraños
Mods que no pueden ser clasificados en ninguna de las categorías anteriores, debido a lo extraño o fuera de lugar de sus premisas.
- On the Clouds of Heaven, mod con una historia muy rara en la que en 1940 en plena Segunda Guerra Mundial, el Papa oye voces que cree divinas y podría terminar invadiendo toda Italia, añade al Vaticano como país jugable y tiene muchos Focus Tree por escoger.
- Crossover World, ambientado en un mundo de fantasía ficticio donde existen los reinos de diferentes series animadas para niños.
- Infection, mod que simula un Apocalipsis Zombi en 1936.
- Proyect X, mod ambientado en un 2060 de un universo donde Estados Unido y la URSS tuvieron buenas relaciones diplomáticas asta 2020, fecha en la cual comienza una Guerra Fría pospuesta entre ambas superpotencias.
- Hearts of Iron IV: ASH, mod que transcurre en un 1936 alternativo donde en la década de 1880 se encuentra en diferentes lugares del mundo tecnología extraterrestre futurista lo cual provocó que cuando estollo la Primera Guerra Mundial en 1914, gran parte el mundo acabara destruido y deshabitado en muchos lugares.
- The Meme Order: The Last Days of TNO, Mod inspirado en TNO pero con personajes de Memes en lugar de personajes del mod original.
- Age of Collapse, mod ambientado en un 2050 alterno donde Alemania ganó la Segunda Guerra Mundial, en este escenario la moda de 1950 nunca terminó y se extiende hasta la época del mod.

## Países jugables
Aunque el juego permite jugar con cualquier país existente en 1936 o 1939, hay una serie de países que cuentan con enfoques nacionales propios, eventos personalizados y demás características que las diferencian de los países genéricos. El juego base tiene siete naciones importantes con enfoques propios, y los distintos DLC añaden enfoques y eventos para otras naciones específicas, así como mejoran las naciones iniciales.

### Juego base
- Tercer Reich
- Italia
- Francia
- Reino Unido
- Estados Unidos
- Unión Soviética
- Japón

### Poland: United and Ready
- Polonia

### Together for Victory
- Dominio de Canadá
- Sudáfrica
- Raj Británico
- Australia
- Nueva Zelanda

### Death or Dishonor
- Checoslovaquia
- Reino de Hungría
- Rumanía
- Yugoslavia

### Waking the Tiger
- Tercer Reich (mejorado)
- Japón (mejorado)
- China
- China comunista
- Manchukuo
- Camarilla Guangxi
- Yunnan
- Xibei San Ma
- Shanxi
- Sinkiang

### Man the Guns
- Reino Unido (mejorado)
- Estados Unidos (mejorado)
- México
- Países Bajos

### La Résistance
- Francia (mejorado)
- Francia de Vichy
- España
- Portugal

### Battle for the Bosphorus
- Grecia
- Bulgaria
- Turquía

### No Step Back
- Unión Soviética (mejorado)
- Polonia (mejorado)
- Estonia
- Letonia
- Lituania

### By Blood Alone
- Italia (mejorado)
- Suiza
- Etiopía
- Sultanato de Aussa

### Arms against Tyranny
- Dinamarca
- Noruega
- Suecia
- Finlandia
- Islandia

### Trial of Allegiance
- República de Brasil
- Argentina
- Chile
- República de Paraguay
- Uruguay

### Götterdämmerung
- Tercer Reich (mejorado)
- Reino de Hungría (mejorado)
- Austria
- Bélgica
- Congo

### Graveyard of Empires
- Raj Británico (mejorado)
- Afganistán
- Irán
- Irak

## Recepción
A partir de abril del año 2018, el videojuego obtuvo una puntuación de 83 en la página de reseñas Metacritic, que se tradujo en "críticas generalmente favorables". El juego fue un éxito comercial; las ventas globales superaron las 200,000 copias después de menos de 14 días de disponibilidad. Según Paradox, esto hizo de Hearts of Iron IV "el juego histórico de estrategia de mayores ventas del editor hasta la fecha". En febrero de 2017, las ventas mundiales del videojuego habían alcanzado las 500,000 unidades.
GameSpot le dio al juego una crítica positiva y escribió que "Hearts of Iron IV encarna las duras verdades sobre la guerra que todo lo consume y la política internacional que la guía". Sostuvo que el tutorial era el único punto débil, y que "para los dedicados, Hearts of Iron IV podría terminar siendo el mejor juego de estrategia en algún momento".
| Puntuaciones de reseñas  | Puntuaciones de reseñas |
| Evaluador                | Calificación            |
| ------------------------ | ----------------------- |
| Metacritic               | 83                      |
|                          |                         |
|                          |                         |
| Puntuaciones de críticas |                         |
| Publicación              | Calificación            |
| IGN                      | 9/10                    |
| X-Play                   |                         |
| GameSpot                 | 8/10                    |
| PC Gamer                 | 88/100                  |

| Premios     | Premios |
| Publicación | Premio  |
| ----------- | ------- |
|             |         |
|             |         |

También se revisó en Kotaku, y el crítico escribió que era "abrumador tanto en su profundidad y, más importante aún, su complejidad", y argumentó que algunos jugadores que no están familiarizados con la franquicia pueden encontrar que la interfaz del juego es demasiado compleja para navegar fácilmente.
IGN escribió una crítica positiva, describiéndola como "una increíblemente compleja simulación de la Segunda Guerra Mundial que requerirá potencialmente cientos de horas para dominar, tanto en el juego como estudiando artículos wiki que se leen como un libro de texto de economía", y escribiendo que "la recompensa" es brillante para aquellos dispuestos a dedicar tiempo para aprender". La revisión elogió el diseño y escribió: "gracias a una apariencia inusualmente llamativa y una interfaz limpia y fácilmente navegable, los mayores desafíos que nos presenta Hearts of Iron 4 son los de buena calidad: planificación estratégica, composición de divisiones y políticas económicas y políticas de ajuste. IGN llegó a la conclusión de que Hearts of Iron IV "Es un título fuerte contendiente para del último videojuego de general en un sillón". Los mayores problemas que pudo señalar son casi todos los relacionados con el rendimiento, poniendo un final lento y frustrante en lo que de otra manera sería una estimulación estratégica ingeniosamente detallada de casi todos los aspectos de Guerra global del siglo XX".
Una revisión en PC Gamer lo describió como un juego de guerra único, "hermoso y emocionante ... mientras que encontré una serie de defectos cuando me puse de pie cerca del tapiz, es importante recordar que Hearts of Iron 4 existe para abarcar toda la gama de la guerra."